# Madeleine Garrick
Pour les articles homonymes, voir Garrick.
Madeleine Garrick, née le 1er avril 1992 à Shepparton (Victoria) est une joueuse de basket-ball australienne.

## Club
- 2009-2010:  Bendigo Spirit
- 2009-2012 :  Australian Institute of Sport
- 2012- :  Bendigo Spirit

## Palmarès

### Club
- Finaliste du championnat australien des 20 ans et moins avec Victoria (2010[1])
- Vainqueur du championnat australien des 20 ans et moins avec Victoria (2011[1])
- Champion d'Australie 2013[2].

### Sélection nationale
- Médaille d'or du championnat du monde des 19ans et moins au Chili (2011[1])
- Sélection pour le tournoi de l'Océanie des 19 ans et moins à Guam (2008[1])